# Forcipomyia monticolonia
Forcipomyia monticolonia är en tvåvingeart som beskrevs av Tokunaga 1966. Forcipomyia monticolonia ingår i släktet Forcipomyia och familjen svidknott. Inga underarter finns listade i Catalogue of Life.